# Karlskoga Motorstadion
Il Karlskoga Motorstadion, noto anche come Gelleråsen, è il più antico circuito automobilistico permanente in Svezia. Il circuito si trova a 6 km a nord di Karlskoga. 
Attualmente è utilizzato per il campionato svedese di auto da turismo.

## Storia
Costruito nel 1949 come un circuito sterrata di 1,55 km, la gara inaugurale fu fatta il 4 giugno 1950. Nel 1952, la superficie era stata asfaltata e la lunghezza portata a 1,6 km. Fu esteso a 2,0 km nel 1953 con l'aggiunta di una sezione aggiuntiva. Nel 1958 è stato inoltre esteso a 3,172 km.
Dal 1961 al 1963 ospitarono gli eventi non ufficiali del campionato di Formula 1. Nel 1967 si tenne una gara chiamata Gran Premio di Svezia, vinta da Jackie Stewart. Nel 1979, il circuito ospitò il Gran Premio motociclistico svedese vinto da Barry Sheene.
Il circuito fu costretto a chiudere per due anni dopo un incidente occorso l'8 agosto 1970 durante una gara di vetture turismo. Due auto, una Ford Escort e una BMW 2002, si scontrarono e uscirono di pista ad alta velocità, rimbalzando sulle tribune e tra la folla, uccidendo cinque spettatori.
Dopo un periodo di decadenza, la pista ha subito importanti lavori di ristrutturazione durante gli anni 90 e 2000. Queste modifiche ha accorciato la pista fino alla sua attuale lunghezza di 2400 m.